# جهت‌گیری (زیست‌شناسی مولکولی)
سمت و سو در زیست‌شناسی مولکولی و زیست شیمی به جهت‌گیری دو سر یک رشته از اسید نوکلئیک بر می‌گردد. در آیین نام‌گذاری ترکیب‌های شیمیایی، اتمهای کربن در حلقهٔ شکری نوکلئوتید شماره‌گذاری شده‌اند. هر رشتهٔ دی‌ان‌ای یا آران‌ای دارای یک پایانهٔ '۵ و یک پایانهٔ '۳ می‌باشد که این دو از روی جایگاه کربن بر روی حلقهٔ دی‌اکسی ریبوز یا ریبوز آن‌ها نام‌گذاری شده‌اند. موقعیت‌های بالادست و پایین‌دست در دی‌ان‌ای و آران‌ای هم بر اساس همین سمت و سو تعیین می‌شوند.